# Lake View, Arkansas
Lake View là một thành phố thuộc quận Phillips, tiểu bang Arkansas, Hoa Kỳ. Năm 2010, dân số của thành phố này là 443 người.

## Dân số
- Dân số năm 2000: 531 người.
- Dân số năm 2010: 443 người.